# E. Dopheide-Witte
Anna Christina Elisabeth Dopheide-Witte (Amsterdam, 1 augustus 1869 – Leiden, 2 juli 1951) was een Nederlandse kinderboekenschrijfster, tekstdichteres en redactrice. Zij schreef onder de naam E. Dopheide-Witte of onder het pseudoniem Tante Lize.

## Leven
E. Dopheide-Witte was de dochter van Antonius Bernardus Augustus Witte (een winkelier) en Beatrix Jeannetta Pereij. Zij trouwde in 1897 met Hendriekus Jakobus Dopheide, een handelsagent uit Groningen (deze overleed in 1936).

## Werk
Onder de naam Tante Lize voerde zij jarenlang de redactie van de rubriek Voor onze jeugd in het maandblad Op de Hoogte (in ieder geval van 1904 tot en met 1919). Het bevatte naast verhaaltjes en gedichtjes onder meer ook een brievenrubriek en raadseltjes. Voor deze rubriek schreef Dopheide-Witte ook verhaaltjes en versjes.
Daarnaast vertaalde zij sprookjes en gaf ze kinderboeken uit met verhaaltjes en versjes.
Drie van haar kinderliedjes werden opgenomen in het kinderliedboek Kun je nog zingen, zing dan mee! Voor jonge kinderen (1912). Doordat deze bundel jarenlang in druk bleef en veel werd gebruikt op bewaarscholen en lagere scholen, konden deze tekstjes een ruimere bekendheid verkrijgen. Het gaat om de liedjes:
- Klein Annetje zit met haar popje in d'arm / en kust het en wiegt het zoo zacht (muziek: Kor Kuiler)
- Een kindje huppelt in de wei / En plukt er bloemkens van de Mei (muziek: P. Jonker)
- Haring als zallem! / Visscherman van buiten wat heb je in je net (muziek: Kor Kuiler)

## Uitgaven (selectie)
- Kleine bengels) (1906)
- Van dit en dat, van alles wat: kinderversjes (ca. 1908)
- ABC: een vroolijk alphabet (ca. 1915)
- Verhaaltjes voor we slapen gaan (ca. 192x)
- Oortjes open, mondjes dicht (ca. 192x)
- Van paddestoelen en kabouters (ca. 192x)
- Hansje op reis (ca. 1925)
- Piepkuikentje wou de wereld in (ca. 1927)
- Bloemen-kinderen, versjes (ca. 1929)

Vertaling
- Jantje in Modderstad: kinderzangspel in vier bedrijfjes (1903), vertaling: Tante Lize (naar het Zweedse prentenboek van Ottila Adelborg en Johanna Wildvanck), muziek: Nelly van der Linden
- Sprookjes (H.C.Andersen) (1915)